# Příručák
Příručák (v anglickém originále Carry-On) je americký akční filmový thriller z roku 2024, který režíroval Jaume Collet-Serra a jehož scénář napsal T. J. Fixman. Ve filmu hrají Taron Egerton, Sofia Carson, Danielle Deadwyler a Jason Bateman. Děj sleduje mladého pracovníka TSA, který je vydírán, aby během Štědrého dne vpustil na palubu letadla nervově paralytickou látku. Film byl streamovací platformou Netflix vydán 13. prosince 2024, získal pozitivní recenze kritiků a během premiérového týdne si vysloužil více zhlédnutí než jakýkoli jiný film uvedený na Netflixu v roce 2024.

## Děj
Ethan Kopek pracuje jako pracovník bezpečnostní kontroly na letišti v Los Angeles a je frustrovaný, protože mu byla zamítnuta žádost do policejní akademie kvůli trestní minulosti jeho otce. Na Štědrý den mu jeho těhotná přítelkyně Nora navrhne, aby to zkusil znovu, ale místo toho se Ethan snaží získat povýšení na letišti.
Během směny obdrží sluchátko, přes které ho kontaktuje nájemný vrah zvaný Cestovatel. Ten mu vyhrožuje smrtí Nory, pokud nenechá projít určité zavazadlo bez kontroly. Ethan se snaží nenápadně varovat kolegu Lionela, ale ten je otráven a zemře.
Ethan je nahrazen kamarádem Jasonem, ale aby ho ochránil, podstrčí mu alkohol, čímž dosáhne jeho odvolání. Znovu se ujímá kontroly a propouští pasažéra jménem Mateo, který nese kufr s nervovým plynem Novičokem. Mezitím detektivka Elena Coleová vyšetřuje související vraždy a spojí případ s Ethanem.
Cestovatel si začne být Ethanem nejistý a konfrontuje ho. Ethan získá zbraň, ale Cestovatel mezitím na dálku aktivuje bombu. Mateo je zadržen, ale zabije šéfa bezpečnosti, když se Ethan zdráhá střílet. Ukáže se, že i Mateo je vydírán, protože Cestovatel drží jeho manžela Jesseho jako rukojmí.
Ethan bombu zneškodní a snaží se varovat Noru. Jesse mezitím uteče a zabije druhého atentátníka. Coleová zjistí, že ji doprovází falešný agent a zabije ho. Na letišti pak pomáhá Ethanovi odhalit, že cílem útoku má být kongresmanka Turnerová, jejíž smrt má vyvolat napětí s Ruskem a zvýšit náklady na obranu USA – z čehož by profitovali výrobci zbraní.
Ethan vymění kufry a donutí Cestovatele uložit bombu do zavazadlového prostoru letadla. Sám se tam vplíží a pokusí se bombu zneškodnit. Cestovatel ho ale konfrontuje, než stihne bombu deaktivovat. Ethan ho nakonec zamkne s bombou do mrazicího boxu, čímž ho zabije. Letadlo přistane v pořádku.
O rok později je Ethan už policista LAPD. S Norou, jejich synem a přáteli míří na dovolenou. Při kontrole klade do skeneru svůj policejní odznak.